# 로트링

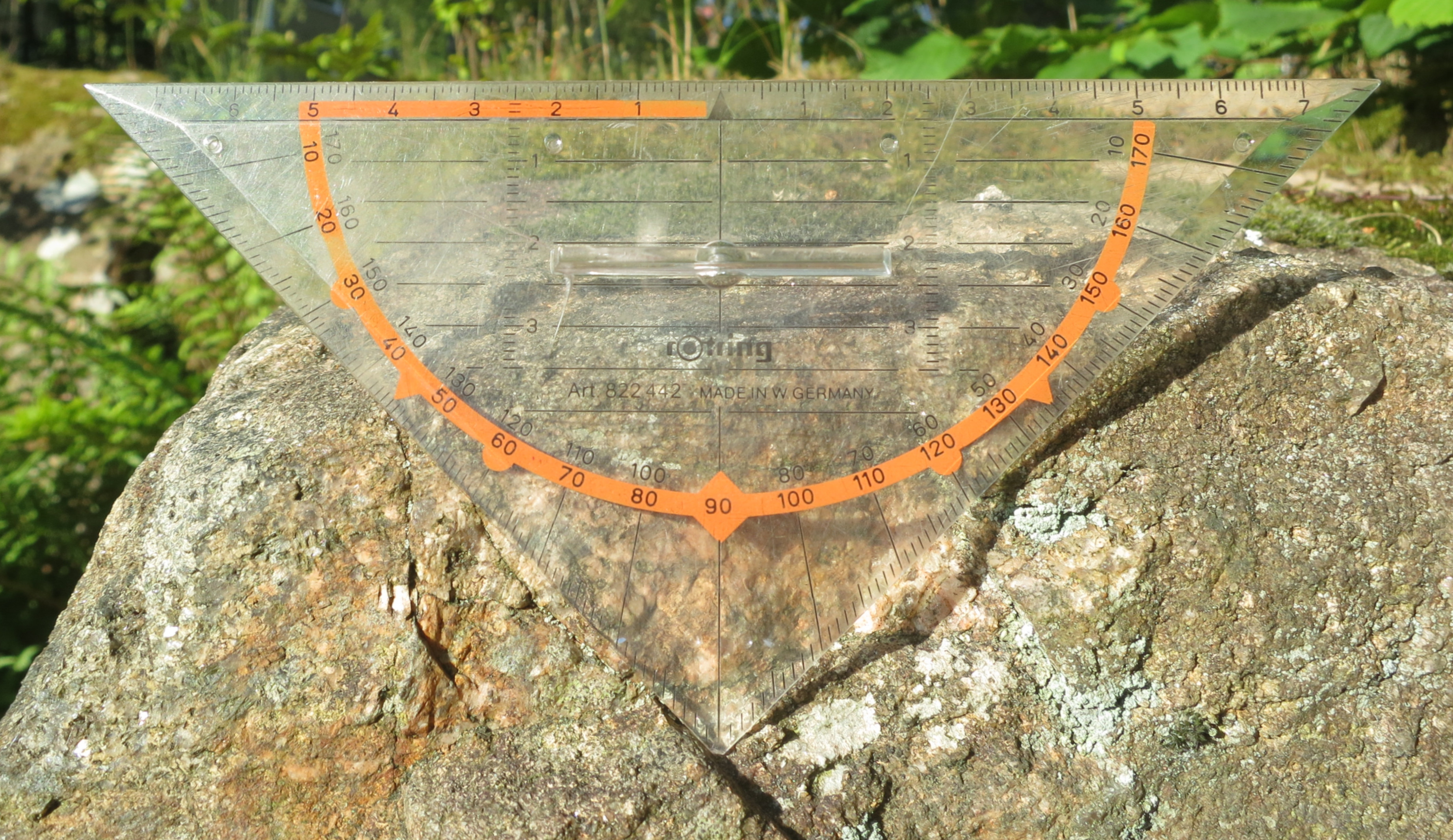
로트링의 각도기

로트링(Rotring)은 독일의 필기구 및 제도 기구 생산업체이다. 또한 로트링은 1928년에 설립하였으며, 로트링은 본래 독일 함부르크에 본사가 위치했으나, CAD의 등장으로 적자난을 겪다가 미합중국의 샌포드 사에 흡수되었다. 또한 로트링의 로트는 '붉은', 링은 '고리'라는 뜻이기 때문에 이름 로트링은 붉은 고리라는 뜻이다. 그리하여 로트링 시리즈엔 항상 붉은 고리가 있는 것을 볼 수 있다.
이 기업의 사명은 1970년대 초에 상표와 일치시키기 위해 로트링으로 변경되었다. 함부르크의 로트링 공장과 본사는 문을 닫았지만 생산은 일본의 제조사 홀베인과 기타 제조업체들에 의해 이루어지고 있다.

## 제품

### 티키 시리즈
캐주얼한 디자인의 샤프 펜슬은, 3000원 즈음에서 구할 수 있다.
티키시리즈는 생산년도에 따라 3가지로 분류되는데 각각1, 2, RD라 한다.
그 외에 다양한 바리에이션도 있다.
로트링 T는 생산년도에 따라 5가지로 구별되는데 서독산이면 1세대, 독일제이고 빨간링이 없으면 2세대, 있으면 3세대로 구별한다. 바코드가 없다면 4세대, 있다면 5세대로 분류한다.

#### 티키1
첫 번째 티키로 티키의 물결 모양 플라스틱 그립이 특징이다. 색상은 로트링T는 갈색,스페셜 기본 라인업은 흰색, 나머지 스페셜은 다양한 색상에 마블링도 있다. 참고로 생산 시기에 따라서 흰색 스페셜 펜슬의 링 모양도 다르다. 흔히 볼 수 있는 건 빨간 링이지만, 모서리가 둥근 링도 있고 각진 링도 있다. 그 밖에 초기엔 Tikky F, S, 더블노크도 생산했다.

#### 티키2
티키1과 많은 차이가 나는데 티키1의 그립보다 평이 좋지 않다. 제도용 T는 갈색,나머지는 색상이 다양하다.

#### 티키RD
티키2랑 큰 차이는 없지만 고무그립을 사용하며 중국산이다. 'made in china'로고가 바코드에 있거나 바디에 스티커로 붙어있다. 로트링 T는 존재하지 않으며 대신 갈색 티키가 같은 역할을 한다.

### 로트링 시리즈
로트링 300, 400, 500, 600, 700, 900이 있었으나 지금은 로트링 300, 500, 600, 800(추가)만 생산된다. 로트링 300과 로트링 500은 플라스틱 재질이며,로트링 600과 로트링 800은 금속 재질이다. 로트링 800은 특유의 선단보호 기능이 있으나 높은 가격이다. 도금을 했기 때문에 로트링 800은 600G를 계승한 제품이다.
현재 로트링300 의 2.0mm를 제외한 심경들은 단종상태이다. 구하기가 그다지 어렵지는 않다고 볼 수 있지만 소장 가치는 있는 편이다.
널링 그립의 오염은 모든 금속제 널링 그립에서 발생하는 문제지만, 특히 로트링 500, 600, 800의 금속 다이아몬드 널링 그립이 오염되면 청소하기 어렵다. 이는 칫솔질로 뺄 수 있다.
참고로 검은색은 도색이 잘 벗겨진다. 특히 그립이 황동이라서 도색이 벗겨지면 금색이 드러나는 것이 치명적이다.
로트링600 이후 모델은 무게가 무겁다. 600은 23g~24g, 800은 28g~30g 정도로, 얼마 안 되는 것 같지만 쓰다보면 일반 샤프는 너무 가벼워서 못 쓸 정도이다.

### 래피드 시리즈
래피드(디자인이 별로)와 래피드 프로가 있다. 래피드 XL도 있었으나 단종되었다.

### 그 외
이 외에도 샤프심, 컴퍼스, 자 등을 판매한다.

## 추가
원래 용도는 제도용이라, 테크니컬 드로잉 펜이 정식 명칭이다. 또한 만화도구로서 '로트링펜'은 칸 테두리를 그을 때 쓰는 균일한 두께가 나오는 펜을 의미한다. 실제로는 로트링 말고 스테들러나 코이누르에서도 테크니컬 드로잉 펜이 나왔자만, 로트링사의 제도용 펜이 거의 기본장비화 되면서 관용어가 된 것이다. 또한 캘리그래피 펜 하면 대부분 만년필의 한 종류인 로트링 아트펜을 떠올리기도 한다. 그만큼 아트펜이 스테디셀러라는 말이다.
뚜껑을 세게 닫아 두어도 시간이 지나면 잉크가 굳어버린다. 굵은 촉은 촉 내부의 침을 움직여 뚫을 수 있는데, 가는 것은 잘 안 된다. 오래 되면 전체가 굳어 붙어 버린다. 초음파 세척기를 이용하면 되는 경우가 많은데, 이것이 쓰이던 80-90년대에는 거의 보급되지 않던 때라 버리는 수밖에 없었다. 당시에도 개당 이만 원이 넘는 고가였기 때문에 사용 후 반드시 세척하여 놓아야 했다.

## 같이 보기
- 파버카스텔
- 스테들러

### 참고 문헌
1. ↑  Rotring on Holbein Japan

### 추가 설명
1. ↑  링이 없는 스페셜도 있다.
2. ↑  더블노크는 얼마간 염가판 플라스틱으로 생산하다 에스프리가 계승. 엄밀히 따지면 메탈이 에스프리라는 라인이 된 것이다.
3. ↑  역시 상표명이다.